# Sigifredo Mercado
Sigifredo Mercado Sainz (Toluca, 21 dicembre 1968) è un ex calciatore messicano, di ruolo centrocampista.

## Carriera

### Club
Ha giocato in varie squadre messicane, ma prevalentemente nel Puebla Fútbol Club e nel Club León; conta più di 100 presenze in entrambi i club.

### Nazionale
Con la nazionale messicana ha giocato 21 partite e ha partecipato a Corea del Sud-Giappone 2002.